# 平凡上班族到異世界當上了四天王的故事
《平凡上班族到異世界當上了四天王的故事》是村光根據Benigashira原作改編的漫畫、連載於《Comic Gardo》，而後單行本由OVERLAP發售於2020年6月25日。2024年7月21日動畫化決定，由GEEK TOYS和CompTown製作、於2025年1月播出。

## 故事簡介
不起眼的平凡上班族內村傳之助，某天突然被挖角人才的魔王召喚到了異世界！魔王評估被視為無能並降職調任到國外的內村，認定他過去所有的工作表現，擁有成為四天王的價值，內村被魔王的熱情攻勢和優渥待遇打動，決心跳槽到異世界的魔王軍，然而內村毫無任何外掛能力，只能以上班族時期培育出的知識和經驗，即將挑戰魔王軍的業務工作！

## 登場人物

### 主要人物
內村傳之助（聲：小野友樹）
本作主角，工作勤奮、盡職盡責的普通上班族。他的工作能力受到魔王的欽佩，並受到魔王軍的賞識。他在魔王軍的新工作場所重新開始，希望在認可自己能力的上司手下努力工作，成為掌控水的四大天王之一的“‘海’外派駐員”。他積極參與談判和管理工作，善於分析，並找到處理意外產生危險的最佳方法，在魔王軍中不斷累積業績。
烏兒曼妲（聲：小原好美）
一位紅髮魔族女性，掌控火焰的魔王軍四大天王之一，號稱“豪‘炎’突擊士”，她擁有四大天王中最強的戰鬥力，會使用自己與生俱來的魔法能力產生火焰，屬於先行動後思考的類型，但她對魔王的忠誠和屬下的信任卻非常強烈。脾氣很暴躁，不擅長談判。起初，她因內村身體能力低下而鄙視他，但對內村「注意到正常人不會注意到的事情」的能力著迷。在了解內村的工作能力後，她開始愛上他，甚至展現出自己少女般的一面。
魔王（聲：大塚明夫）
在評估了內村的能力後，將他召喚到了異世界。性格沉著冷靜、有遠見，能力各方面都很出色，包括對下屬的細心照顧。是內村理想的老闆。對種族沒有偏見，事實上還痛恨不平等和歧視，而魔王軍本身就是一個由各種種族組成的混合軍隊。
席爾菲德（聲：石川由依／星野貴紀（布偶裝））
一位身材豐滿、戴著眼鏡的精靈女性，掌控風的魔王軍四大天王之一，號稱“烈‘嵐’魔導士”，是優秀的魔法師，為了避免過多的工作壓力，她通常會穿著戲服般的衣服，來隱藏自己的真面目，當她暴露真面目時，她會充當席爾菲德的助手「貝鈴妲」。血統有一半是精靈，一半是妖精。維伊帕是她的弟弟，但她討厭他的狡猾。
蓋諾姆（聲：稗田寧寧）
掌控土的魔王軍四大天王之一，號稱“‘地’殼防壁士”。由亞人組成的部隊的隊長。是一位冷靜沉著的指揮官，深受下屬信任。他與自己不喜歡的烏兒曼妲有過節，並以堅定而冷靜的態度不斷激怒後者的脾氣。
歐露露（聲：森永千才）
食人魔部落首領的女兒。她是一個善良、關心家人的女孩。與內村等人結成合作關係，改革食人魔部落。當部落加入魔王軍後，她擔任自己暗戀的內村的直屬部下。有時充當烏兒曼妲的愛情顧問。
涅亞（聲：津久井彩文）
向內村尋求幫助的神祕少女。她的父母無法抵抗彭特家的權力，被維伊帕聘為秘書，但卻遭受虐待，基本上被當作奴隸一樣對待。內村意識到她的處境，在拯救她後幫助揭發維伊帕，導致他被逐出公會領導者並被逮捕。隨後她被魔王軍收留，成為歐露露指導的秘書實習生。在被迫為維伊帕服務期間，她獲得讀懂人心的能力，使她能夠辨別他們隱藏的意圖。
塔利烏斯（聲：黑田崇矢）
牛頭怪部落的酋長。擁有如同一座巨大建築的巨大身體。
歐古雷（聲：小村哲生）
食人魔部落的首領，擁有一個軍事實力接近魔王軍的大型組織，他也是歐露露的父親。
布塔葛利安（聲：木内秀信）
被稱為「死亡商人」和「先知」的豬型商人。他做生意的本領是一流的。也是個富有愛心的男人，在飽受戰爭蹂躪的國家收養了大量戰爭孤兒。內村與蘭沛吉王達成商品貿易協議後，布塔葛利安讓他的孩子們從魔王的領地偷走這些魔石，然後賣給蘭沛吉王，而無需承擔製造的費用。內村用贗品設下陷阱，還說服蘭沛吉王饒恕這個商人，因為他是黃金王國採礦作業所需的橙粉的唯一供應商；也因此內村贏得他的尊重與合作。
蘭沛吉王（聲：齋賀光希）
黃金王國的國王。看起來像個男孩，但他脾氣暴躁，一生氣就會奪走對方的生命。魔王派遣內村前往黃金王國，開啟兩國之間的貿易，並成功簽訂了一項貿易協議，購買充滿魔力的石頭“羅斯瑪林”來保衛他的王國免受魔獸的入侵。
維伊帕・彭特（聲：河西健吾）
魔王軍統治下的城市中公會的會長。血統有一半是精靈，一半是那伽。他的性格像蛇一樣狡猾。席爾菲德是他的姊姊，但由於她太優秀，他並不喜歡她，所以姊弟之間的關係變得緊張。
居酒屋老闆（聲：野坂尚也）
動畫中的原創角色，經營一家居酒屋，是內村在進入異世界之後最喜歡的放鬆場所。每當他自己思考難題時，就會來到這個地方，在每一集動畫的結尾，都能看到老闆分享他的個人智慧。

## 出版書籍

### 漫畫
| 卷數 | OVERLAP        | OVERLAP                | 青文出版社    | 青文出版社             |
| 卷數 | 發售日期       | ISBN                   | 發售日期      | ISBN                   |
| ---- | -------------- | ---------------------- | ------------- | ---------------------- |
| 1    | 2020年6月25日  | ISBN 978-4-865-54686-6 | 2021年2月22日 | ISBN 978-9-865-12795-4 |
| 2    | 2020年12月25日 | ISBN 978-4-865-54813-6 | 2021年7月9日  | ISBN 978-6-263-03212-5 |
| 3    | 2021年6月25日  | ISBN 978-4-865-54948-5 |               |                        |
| 4    | 2022年1月25日  | ISBN 978-4-824-00096-5 |               |                        |
| 5    | 2022年6月25日  | ISBN 978-4-824-00220-4 |               |                        |
| 6    | 2022年12月25日 | ISBN 978-4-824-00370-6 |               |                        |
| 7    | 2023年7月25日  | ISBN 978-4-824-00568-7 |               |                        |
| 8    | 2024年1月25日  | ISBN 978-4-824-00721-6 |               |                        |
| 9    | 2024年7月25日  | ISBN 978-4-824-00900-5 |               |                        |
| 10   | 2024年12月25日 | ISBN 978-4-8240-1040-7 |               |                        |
| 11   | 2025年7月25日  | ISBN 978-4-8240-1276-0 |               |                        |

## 電視動畫
於2025年1月至3月播出。

### 製作人員
- 原作：Benigashira、村光
- 導演：福田道生
- 副導演：金承徳
- 系列構成：福田裕子
- 角色設計：西畑步美
- 總作画監督：西畑步美、川島尚
- 色彩設計：昇晴子
- 美術監督：内藤健
- 3DCG監督：小川耕平
- 3DCG制作：Marco
- 攝影監督：口羽毅
- 攝影：Assez Finaud Fabric.
- 編輯：後藤正浩
- 音樂：和田貴史
- 音樂制作：波麗佳音
- 音響監督：阿部信行
- 音響効果：鈴木潤一郎
- 動畫制作：GEEK TOYS、CompTown

### 主題曲
片頭曲
演唱：清野研太朗，作詞、作曲、編曲：
片尾曲
otonari製作的片尾曲。作詞、歌：RIRIKO，作曲、編曲：白神真志朗
插入曲
MUGO・ん…色っぽい（第1话）
演唱：工藤靜香，作詞：中島美雪，作曲：後藤次利
ZOO（第2话）
演唱：川村香織，作詞、作曲：辻仁成
（第3話）
演唱、作詞、作曲：小坂恭子
今宵の月のように（第4話）
作詞、作曲：宮本浩次
午夜之门～Stay With Me（第5話）
演唱：松原美紀，作詞：三浦德子，作曲：林哲司
（第6话）
演唱、作詞、作曲：山崎初子
みずいろの手紙（第7話）
演唱：阿部靜香，作词：阿部悠，作曲：三木隆
あばよ（第8話）
演唱：研直子，作詞、作曲：中島美雪
道標ない旅（第9話）
演唱、作詞、作曲：永井龍雲
もう一度夜を止めて（第10話）
演唱、作曲：崎谷健次郎，作詞：秋元康
横浜いれぶん（第11話）
演唱：木之內綠，作詞：東海林良，作曲：大野克夫
（第12話）
演唱：城南海，作詞、編曲：川村結花

### 各話列表
| 話數   | 標題                     | 劇本               | 分鏡     | 演出          | 作畫監督                                                                                         | 總作畫監督                                               | 首播日期      |
| ------ | ------------------------ | ------------------ | -------- | ------------- | ------------------------------------------------------------------------------------------------ | -------------------------------------------------------- | ------------- |
| 第1話  | 通過異世界入職考試的訣竅 | 福田裕子           | 福田道生 | 金承德        | 菊池政芳 藤田真弓 山崎輝彥 上野沙弥佳 畠山元 乘富梓 堤繪梨果 菅原美智代 深見沙和 吉村惠 小野內淳 | 川島尚 崔仁燮 尹秀斌 西畑步美                            | 2025年 1月6日 |
| 第2話  | 攏絡頑固族長的談判       | 加藤還一           | 牧野友映 | 中嵨清人      | 送俊曄 金漢柱 崔仁燮 尹秀斌 Jumondou Seoul                                                       | 川島尚 崔仁燮 尹秀斌 西畑步美                            | 1月13日       |
| 第3話  | 這樣就懂了 四天王交流    | 佐藤寿昭 Comp Town | 島津裕行 | 陳蜂喻 羅竣天 | 山崎輝彦 藤田真弓 上野沙弥佳 堤繪梨果 乘富梓 菅原美智代 深見沙和 吉村惠 白崎詩織 小野内淳        | 川島尚 菊池政芳 金璐浩 畠山元 西畑步美                   | 1月20日       |
| 第4話  | 魔法也需要技術改革       | 安川正吾           | 玉村仁   | 李東益        | 宋俊嘩 金漢柱                                                                                    | 川島尚 崔仁燮 尹秀斌 西畑步美                            | 1月27日       |
| 第5話  | 異世界最好玩的逛市場方式 | 福田裕子           | 福田道生 | 渡邊正彦      | 山崎輝彦 上野沙弥佳 宮野健 深見沙和 吉村惠 細山正樹 Jumondou Wuxi                                | 川島尚 菊池政芳 金璐浩 畠山元 西畑步美                   | 2月3日        |
| 第6話  | 推動人的管理術           | 福田裕子           | 大畑晃一 | 金明根        | 藤田真弓 山崎輝彥 菅原美智代 上野沙弥佳 宮野健 深見沙和 吉村惠 小野內淳                          | 川島尚 菊池政芳 海保仁美 金璐浩 畠山元 西畑步美          | 2月10日       |
| 第7話  | 一流商人的条件           | 佐藤壽昭           | 大畑晃一 | 李東益        | 宋俊曄 金漢柱 Jumondou Seoul                                                                     | 川島尚 崔仁燮 Jumondou Seoul 尹秀斌 西畑步美             | 2月17日       |
| 第8話  | 劃向腐敗組織的正義手術刀 | 安川正吾           | 祝浩司   | 謝立恆 羅颯天 | 藤田真弓 山崎輝彥 菅原美智代 上野紗彌佳 宮野健 堤繪梨果 小野內淳 白崎詩織                        | 川島尚 菊永千里 菊池政芳 海保仁美 金璐浩 畠山元 西畑步美 | 2月24日       |
| 第9話  | 缺德商人的罪與罰         | 安川正吾           | 佐藤卓哉 | 金明根        | 菅原美智代 山崎輝彥 藤田真弓 上野沙彌佳 宮野健 畠山元 吉村惠 白崎詩織 小野內淳 Jumondou Wuxi     | 川島尚 金璐浩 海保仁美 西畑步美                          | 3月3日        |
| 第10話 | 劍與盾                   | 加藤還一           | 大畑晃一 | 李起燮        | 宋俊曄 金漢柱 Jumondou Seoul                                                                     | 尹秀斌 金漢柱 西畑步美                                   | 3月10日       |
| 第11話 | 沒有英雄的戰役           | 福田裕子           | 藤原良二 | 陳蜂喻 謝立恆 | 菊池政芳 藤田真弓 上野沙彌佳 宮野健                                                              | 川島尚 山崎輝彦 金璐浩 西畑步美                          | 3月17日       |
| 第12話 | 探索人生的方式           | 福田裕子           | 牧野友映 | 榎本守        | 山崎輝彥 菅原美智代 上野沙彌佳 吉村惠 白崎詩織 中園仁 Jumondou Seoul                             | 川島尚 崔仁燮 尹秀斌 西畑步美                            | 3月24日       |

### BD / DVD
| 卷數 | 發售日期      | 收錄話數      | 規格編號  | 規格編號  |
| 卷數 | 發售日期      | 收錄話數      | BD        | DVD       |
| ---- | ------------- | ------------- | --------- | --------- |
| BOX  | 2025年4月25日 | 第1話－第12話 | KWXA-3294 | KWBA-3295 |

## 外部連結
- 動畫官方網站（日語）
- Comic Gardo （页面存档备份，存于） （日語）